# Etienne Kassa-Ngoma
Etienne Kassa-Ngoma (Gabón, 13 de junio de 1962) es un exfutbolista de Gabón que jugaba en la posición de lateral izquierdo.

## Carrera

### Club
| Periodo   | Club            |
| --------- | --------------- |
| 1984-1992 | JAC Port-Gentil |
| 1993-1994 | Mbilinga FC     |
| 1994-1995 | AS Sogara       |
| 1995-1997 | Mbilinga FC     |

### Selección nacional
Debutó con Gabón el 5 de octubre de 1986 en la derrota por 0-1 ante Angola en Luanda por la clasificación para la Copa Africana de Naciones de 1988 y su primer gol internacional lo anotó el 15 de diciembre de 1988 en la derrota por 2-5 ante Marruecos en un partido amistoso en Rabat. Su retiro internacional fue el 30 de marzo de 1997 en la victoria por 2-1 sobre Togo en un partido amistoso en Libreville. Jugó 92 partidos internacionales y anotó siete goles.
También participó en dos ediciones de la Copa Africana de Naciones.

## Logros
- Primera División de Gabón (2): 1990, 1996